# Phare d'Ölüce
Le phare d'Ölüce (en turc : Ölüce Feneri)  est un feu côtier situé sur la rive anatolienne de la mer Noire, sur une falaise au nord d'Ereğli dans la province de Zonguldak, en Turquie.
Il est exploité et entretenu par l'Autorité de sécurité côtière (en turc : Kıyı Emniyeti Genel Müdürlüğü) du Ministère des transports et des communications.

## Histoire
Le phare a été installé en 1863, par l'Administration des phares ottomans sur la côte de la mer Noire, sur le mont Kestaneci, un cap à environ 3 km au nord d'Ereğli.

## Description
Le phare  est une tour ronde en pierre blanche, de 9 m de haut, avec une galerie et une lanterne, attachée à l'extrémité d'une maison de gardien d'un étage.
Son feu à éclats émet, à une hauteur focale de 78 m, deux brefs éclats blancs de 0.5 seconde par période de 10 secondes. Sa portée est de 15 milles nautiques (environ 28 km). Il est équipé d'un système d'identification automatique (AIS).
Identifiants : ARLHS : TUR-044 (TR-10470) - Admiralty : N5826 - NGA : 19632.

## Caractéristique dufeu maritime
Fréquence : 10 secondes (W-W)
- Lumière : 0.5 seconde
- Obscurité : 2 secondes
- Lumière : 0.5 seconde
- Obscurité : 7 secondes

### Lien connexe
- Liste des phares de Turquie